# تنظيم الدولة الإسلامية - ولاية موزمبيق
تنظيم الدولة الإسلامية ولاية موزمبيق، يُعتبر من أحدث فروع التنظيم في إفريقيا عامة وموزمبيق خاصة. نشر التنظيم إصدارًا مرئيًّا بعنوان «ولينصرن الله من ينصره - ولاية موزمبيق»، يظهر فيه حوالي 30 شخص من فرع التنظيم يُبايعون على السمع والطاعة أبو الحسين الحسيني القرشي، الذي خلفَ أبو الحسن القرشي في قيادة التنظيم.

## عمليات التنظيم
- 19 نوفمبر 2022؛ هجوم على قرية ناماندي النصرانية بمنطقة مويدومبي في كابو ديلغادو.[3]